# Відкритий чемпіонат Австралії з тенісу 1994
Відкритий чемпіонат Австралії з тенісу 1994 — тенісний турнір, що проходив між 17 січня та 30 січня 1994 року на кортах Мельбурн-Парку в Мельбурні, Австралія. Це — 83-й чемпіонат Австралії з тенісу і перший турнір Великого шолома в 1994 році. Турнір входив до програм ATP та WTA турів.

## Огляд подій та досягнень
Чемпіон двох попередніх розіграшів в одиночному розряді серед чоловіків Джим Кур'є програв у півфіналі Піту Сампрасу, який і став новим чемпіоном. Він виграв свій перший австралійський чемпіонат, а загалом це був для нього 4-й титул Великого шолома.
Минулорічна чемпіонка Моніка Селеш не брала участі в цьому турнірі через психічну травму, що була наслідком ножового поранення. Перемогла Штеффі Граф, для якої це було четвертим австралійським чемпіонством та 15-м мейджором.
У парному розряді чоловіків нідерландська пара Елтінг/Гаргаус виграла свій перший (із багатьох) титул Великого шолома. 
У жіночому парному розряді Джиджі Фернандес стала чемпіонкою Австралії вдруге (10-й мейджор), а Наташа Звєрєва — втретє (11-й мейджор). 
У міксті Лариса Нейланд здобула свою першу австралійську перемогу й 4-й титул Великого шолома загалом. Андрій Ольховський теж виграв чемпіонат Австралії вперше й виборов другу (останню) перемогу на турнірах Великого шолома.

## Результати фінальних матчів

### Дорослі
| Одиночний розряд. Чоловіки        |                              |                         |
| Піт Сампрас                       | Тодд Мартін                  | 7–6(7–4), 6–4, 6–4      |
|                                   |                              |                         |
| Одиночний розряд. Жінки           |                              |                         |
| Штеффі Граф                       | Аранча Санчес Вікаріо        | 6–0, 6–2                |
|                                   |                              |                         |
| Парний розряд. Чоловіки           |                              |                         |
| Якко Елтінг Паул Гаргейс          | Байрон Блек Джонатан Старк   | 6–7(3–7), 6–3, 6–4, 6–3 |
|                                   |                              |                         |
| Парний розряд. Жінки              |                              |                         |
| Джиджі Фернандес Наташа Звєрєва   | Петті Фендік Мередіт Макграт | 6–3, 4–6, 6–4           |
|                                   |                              |                         |
| Мікст                             |                              |                         |
| Лариса Нейланд Андрій Ольховський | Гелена Сукова Тодд Вудбрідж  | 7–5, 6–7(0–7), 6–2      |
|                                   |                              |                         |

### Юніори
| Одиночний розряд. Хлопці         |                                  |               |
| Бен Еллвуд                       | Ендрю Іліє                       | 5–7, 6–3, 6–3 |
|                                  |                                  |               |
| Одиночний розряд. Дівчата        |                                  |               |
| Труді Масгрейв                   | Барбара Шетт                     | 4–6, 6–4, 6–2 |
|                                  |                                  |               |
| Парний розряд. Хлопці            |                                  |               |
| Бен Еллвуд Марк Філіппуссіс      | Джеймі Делгадо Роман Кука        | 4–6, 6–2, 6–1 |
|                                  |                                  |               |
| Парний розряд. Дівчата           |                                  |               |
| Коріна Мораріу Людміла Вармужова | Іветт Бастінг Александра Шнайдер | 7–5, 2–6, 7–5 |
|                                  |                                  |               |